# Eirmocides absimilis
Eirmocides absimilis is een vlinder uit de familie van de Lycaenidae. De wetenschappelijke naam van de soort is voor het eerst gepubliceerd in 1862 door Cajetan Freiherr von Felder.
De soort komt voor in Australië.